# レアンドロ・エルリッヒ

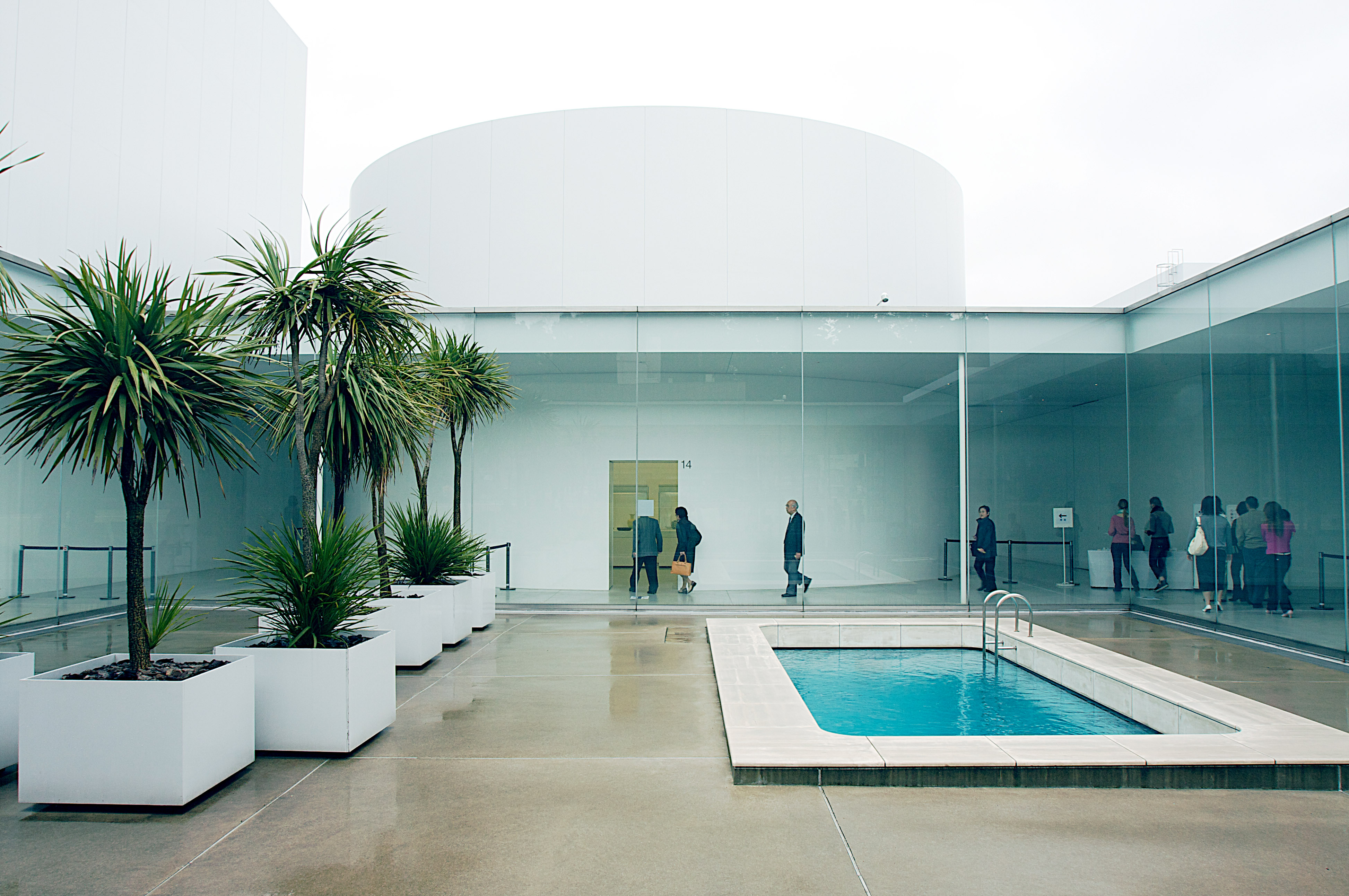
金沢21世紀美術館に恒久展示されているレアンドロ・エルリッヒの『スイミング・プール』

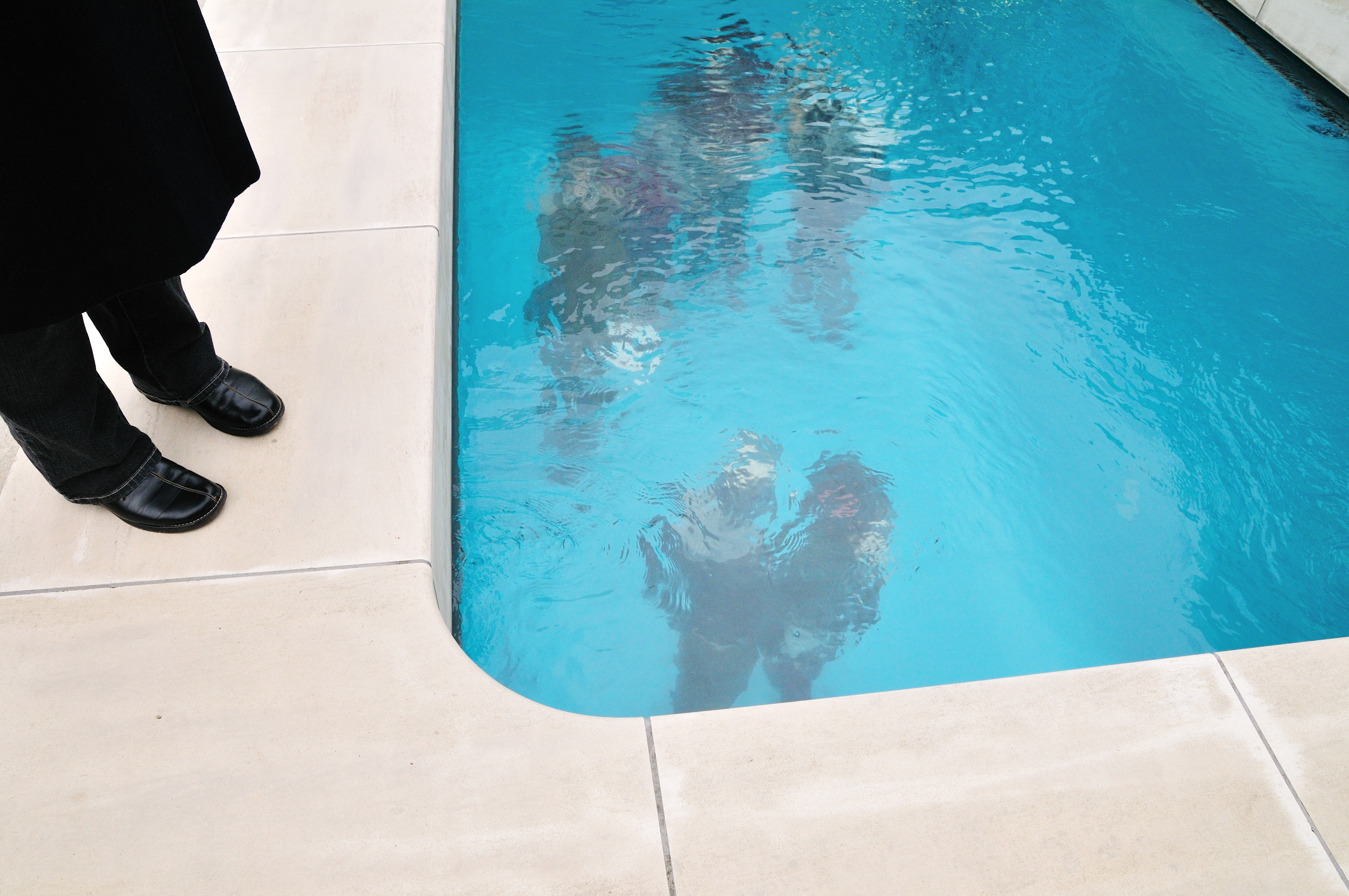
金沢21世紀美術館に恒久展示されているレアンドロ・エルリッヒの『スイミング・プール』

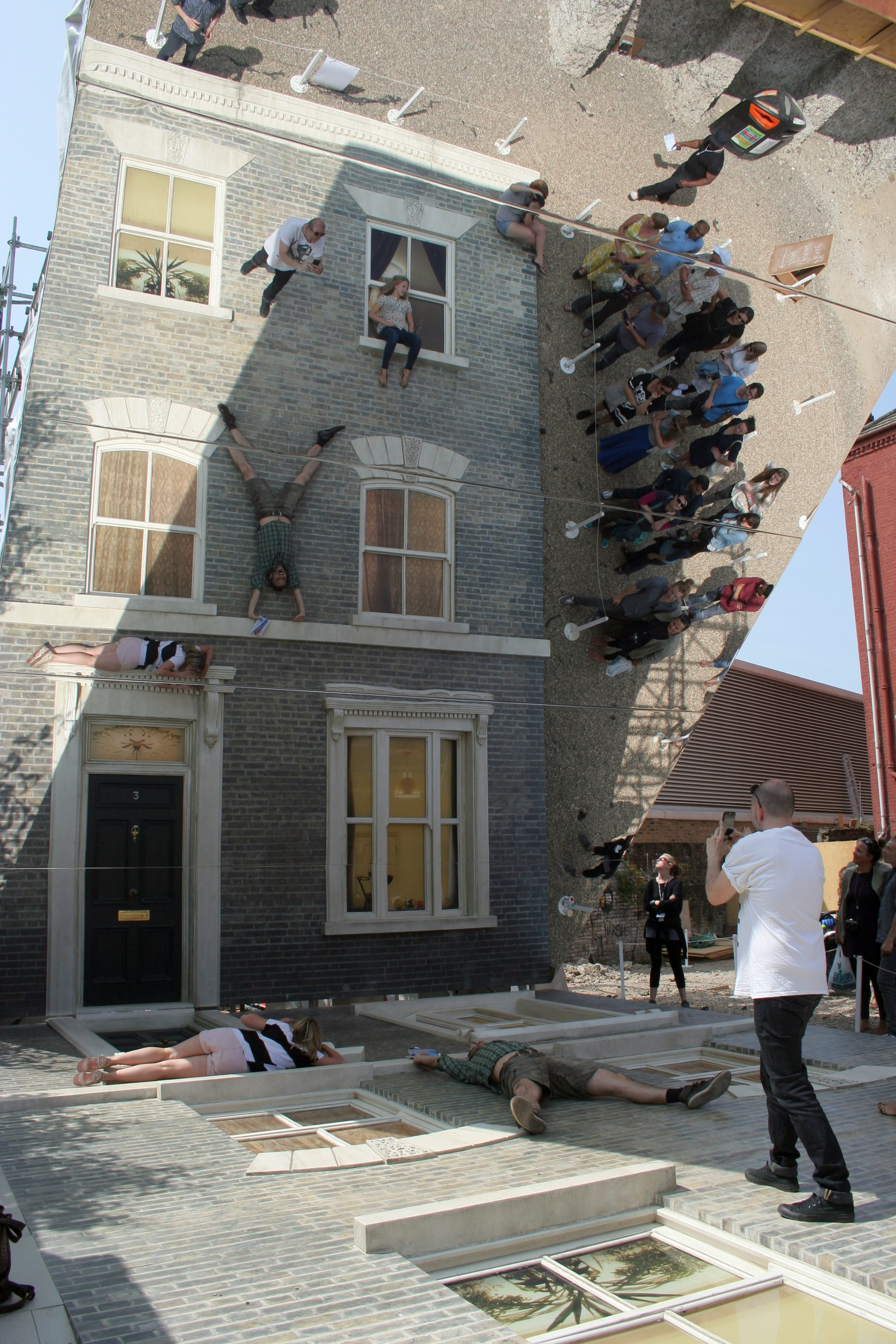
2013年にロンドンに設置された「ダルストン・ハウス」（Dalston House）

レアンドロ・エルリッヒ(Leandro Erlich、1973年 - )は、アルゼンチンの首都ブエノスアイレス生まれの芸術家、現代美術家。人間がどのように事象を捉え、空間と関わり、現実を把握していくかを追求する作品を多数発表している。
作品の多くは建物の一部などの立体的な造形で、錯覚の利用や、鑑賞する行為自体が作品の一部になる体験型となっている。例えば、作品『建物』は、建物の外壁や窓を床上に再現して人が立ち入り、それを斜めに傾けた鏡に映すと、人が建物を這い上ったり、壁に立ったりしているように見える。
日本においては金沢21世紀美術館に常設されている『スイミング・プール』が有名である。また2017年には過去最大規模の個展が森美術館で開催された。
前橋市の白井屋ホテルの一室も手がけた。2021年12月には十和田市現代美術館に『建物─ブエノスアイレス』が常設展示されるようになった。

## 主な作品・来歴
- 2014年「Cloud」(東京都千代田区　飯野ビルディング)
- 2012年 トンネル（越後妻有里山現代美術館キナーレ）
- 2010年 ロスト・ガーデン（ラテン・アメリカン・アート美術館）
- 2008年 09 タワー（ソフィア王妃芸術センター）
- 2006年 大地の芸術祭 越後妻有アートトリエンナーレ （新潟県十日町市）
- 2003年 スイミング・プール（金沢21世紀美術館）
- 2001年 ヴェネツィア・ビエンナーレ(イタリア)

## 日本で見られる作品
スイミング・プール
日本におけるエルリッヒの代表的な作品の一つで、もとはヴェネツィア・ビエンナーレなどで仮設展示され、2003年に金沢21世紀美術館に設置された。深さ10cmの水が張られたガラスの下には水色の空間が広がっており、鑑賞者はその中に入り上を見上げることが出来、また上から下の空間を見下ろすことも出来る。
上からプールの中を見下ろすと、まるで水に満たされたプールを覗き込んでいるように見え、そのときプールの下に別の鑑賞者がいれば、その鑑賞者が水で満たされたプールの底を歩いているようにも見える。